# پوشش ضدبازتاب

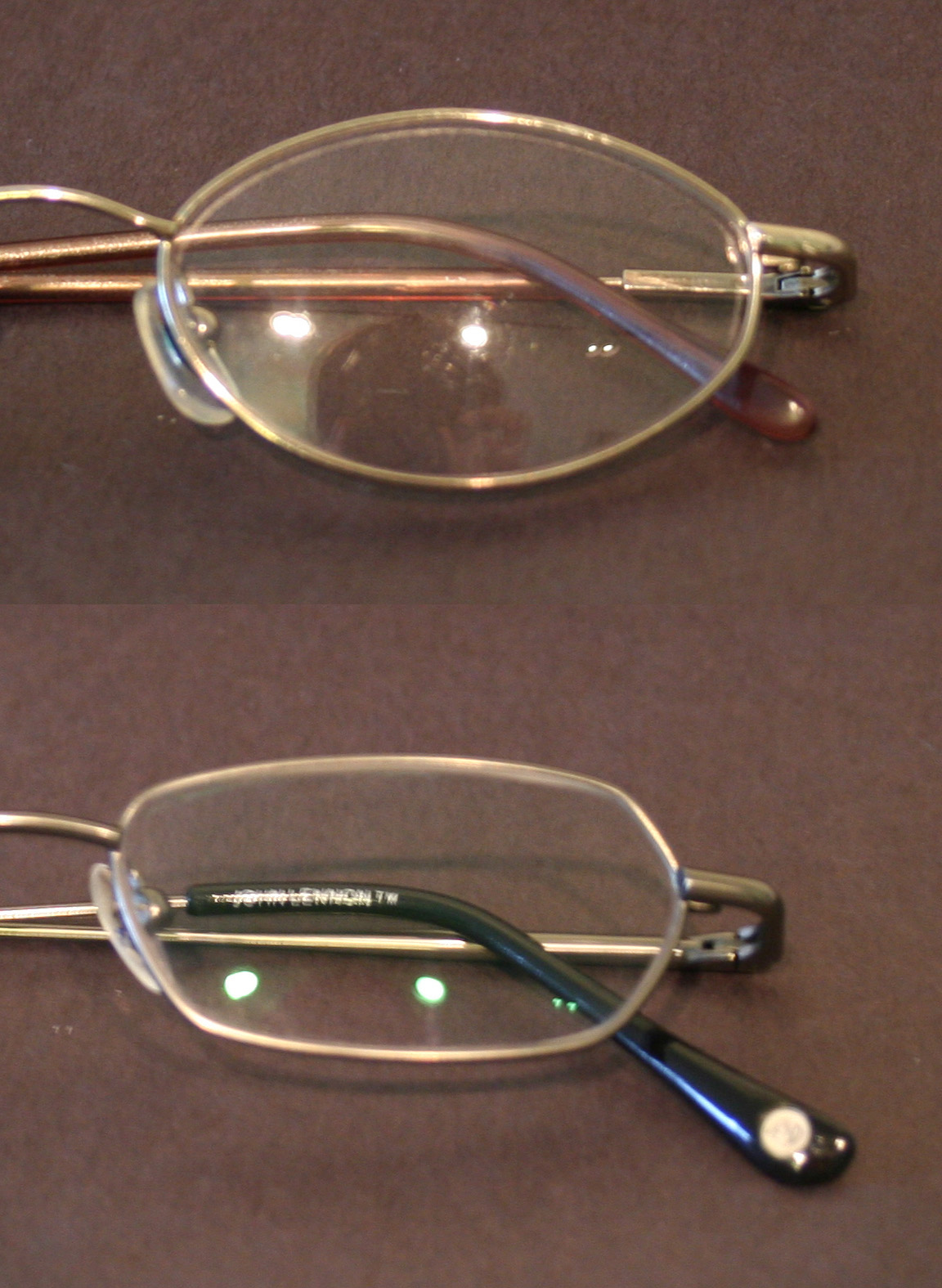
لنز عینک بدون پوشش (بالا) در مقایسه با عدسی با پوشش ضدبازتاب (پایین). به بازتاب رنگی لنز پوشش داده شده توجه کنید.

پوشش ضدبازتاب یا پوشش ضدانعکاس یا روکش آنتی‌رفلکس (به انگلیسی: Anti-reflective coating) در پاره‌ای از کاربردهای معماری، بازتاب نور از شیشه‌ها، عاملی نامطلوب تلقی شده و از کیفیت زیبایی شناختی و آسایش حرارتی فضا می‌کاهد. همان گونه که در علم فیزیک ثابت می‌شود، هنگامی که امواج به سطوح می‌رسند، بسته به امواج و ویژگی‌های سطح، سه دسته می‌شوند. مقداری از امواج از جسم گذر کرده و رد می‌شوند، بخش دیگر به آن جذب می‌شوند و مقداری از امواج نیز از روی سطح، بازتابیده می‌شوند. گذر نور از میان اجسام شفاف مانند شیشه یا پلاستیک، که بخشی از نور برخورد کرده به خود را بازتاب می‌کنند، به وسیله حجم نور بازتابیده شده محدود می‌شود. در بهترین حالت شیشه اجازه می‌دهد حداکثر ۹۰ درصد نور تابیده شده عبور کند. این پدیده به سبب تفاوت ضریب شکست شیشه و هوا رخ می‌دهد و بنابراین مهم‌ترین عامل در بروز این پدیده، ضریب شکست محیط‌ها است.
یکی از روش‌های مقرون به صرفه که برای ساخت شیشه‌های ضدبازتاب استفاده می‌شود، بهره‌گیری از اثر چشم شب‌پره‌است. بررسی قرنیه چشم شب‌پره‌ها که بیشتر در شب فعال هستند، حکایت از وجود ساختاری در چشم این حشرات داشت که بازتاب نور را کاهش می‌دهد. انستیتوی فرانهوفر در کشور آلمان، ساختاری مشابه آن را تولید و توسعه داده که می‌توان آن را به روش قالب‌گیری تزریقی یا دیگر روش‌های روکش کاری بر روی شیشه اعمال کرد. با استفاده از روش‌هایی شبیه به منبت کاری گرم، می‌توان شفافیت دیداری شیشه را تا بیش از ۹۸درصد و شفافیت پلاستیک‌ها (مانند شیشه‌های آکریلیک) را تا بیش از ۹۹درصد ارتقا داد. با این روش، علاوه بر بهبود خواص عدم بازتاب شیشه، ویژگی‌های ضدالکتریسیته ساکن و دفع کثیفی آن نیز بهبود پیدا می‌کند.

## کاربردها
روکش‌های ضدبازتاب برای موارد زیادی مورد استفاده قرار می‌گیرند جایی که نور از سطح دیداری می‌گذرد و وجود اتلاف کم یا بازتاب کم مطلوب است. مثال‌ها عبارتند از روکش‌های ضددرخشندگی بر روی عدسی‌های اصلاحی و عدسی‌های دوربین.

## عدسی‌های اصلاحی
سازندگان عینک از «عدسی‌های ضدبازتاب» استفاده می‌کنند زیرا کاهش بازتاب باعث می‌شود آن‌ها دید بهتری داشته باشند، و درخشندگی کمتری را به وجود می‌آورند، که این امر به خصوص در هنگام رانندگی در شب یا کار در جلوی نمایشگر رایانه قابل توجه است. کاهش درخشندگی به این معنی است که فرد استفاده‌کننده از عینک احساس خستگی کمتری در چشمان خود، به خصوص در پایان روز دارد. در صورتی که نور بیشتری از عدسی‌ها عبور کند، مغایرت و در نتیجه هوش دیداری افزایش می‌یابد. عدسی‌های ضدبازتاب التهاب چشمی نباید با عدسی‌های پلاریزه که درخشندگی قابل رؤیت بازتاب نور خورشید از سطوحی مانند ماسه، آب و جاده‌ها را (بوسیله جذب) کاهش می‌دهند، اشتباه گرفته شوند. عبارت «ضدبازتاب» به بازتاب از سطح خود عدسی مربوط می‌شود، نه منبع نوری که به عدعدسی‌های پلاریزهسی‌ها رسیده‌است.
بسیاری از عدسی‌های ضدبازتاب دارای روکش اضافی‌ای نیز هستند که آب و چربی را دفع می‌کند، و تمیز نگه داشتن آن‌ها را آسان‌تر می‌سازد. روکش‌های ضدبازتاب به‌طور خاص در عدسی‌های دارای شاخص بالا قرار می‌گیرند. چرا که این عدسی‌ها نور بیشتری را بدون روکش بازتاب می‌کنند تا عدسی‌های دارای شاخص کم (نتیجه معادلات Fresnel). به‌طور کلی روکش کردن عدسی‌های دارای شاخص بالا آسان‌تر و ارزان‌تر است.

## دوربین عکسبرداری
روکش‌های ضدبازتاب غالباً در دوربین‌های عکسبرداری میکروالکترونیک استفاده می‌شوند تا به کاهش انحرافات تصویر مربوط به بازتاب‌های سطح لایه کمک کنند. روکش‌های ضدبازتاب مختلفی قبل یا بعد از پایدار ساختن عکس مورد استفاده قرار می‌گیرند و به کاهش امواج مقاوم، تداخل فیلم باریک و بازتاب‌های آینه طبی کمک می‌کنند.

## تطبیق-شاخص
ساده‌ترین شکل روکش ضدبازتاب توسط Lord Rayleigh در سال ۱۸۸۶ کشف شد. به دلیل واکنش‌های شیمیایی با محیط، با گذشت زمان کدری سطح شیشه نوری افزایش می‌یابد. Rayleigh بعضی از شیشه‌های قدیمی و به نسبت کدر را مورد آزمایش قرار داد و به‌طور شگفت‌انگیزی دریافت که آن‌ها نور بیشتری را نسبت به قطعه‌های جدید و تمیز انتقال می‌دهند. کدری با دو واسطه رابطه هوا با شیشه را از بین می‌برد: رابطه هوا- کدری. چون کدری بین شیشه و هوا شاخص‌ای بازتابی دارد، هر کدام از این واسطه‌ها بازتاب کمتری را نسبت به واسطه هوا-شیشه نشان می‌دهد. در حقیقت، کل دو بازتاب کمتر از واسطه هوا- شیشه "naked" است، درحالی‌که برای تلاقی نزدیک به حالت طبیعی بازتاب متناسب با مجذور اختلاف در شاخص بازتابی است.

## تداخل تک‌لایه
ساده‌ترین روکش تداخل AR از لایه یک چهارم موج ماده شفاف تشکیل شده‌است که شاخص بازتابی آن ریشه دوم شاخص بازتابی لایه زیرین است؛ این مورد به صورت نظری بازتاب صفر در طول‌موج مرکزی را نشان می‌دهد و بازتاب برای طول‌موج‌های موجود در محدوده گسترده اطراف مرکز را کاهش می‌دهد. معمول‌ترین نوع شیشه نوری، شیشه کراون (به انگلیسی: Crown glass) است، که شاخص بازتاب حدود ۵۲ را دارد. روکش تک لایه مطلوب باید از ماده‌ای با شاخص ۲۳/۱ ساخته شود. متأسفانه، چنین مواد جامدی با این شاخص بازتابی کم وجود ندارند. بهترین مواد با مشخصه‌های فیزیکی خوب برای روکش منیزیم فلورید، MgF2 (با شاخص ۳۸/۱) و فلوئوروپلیمرها (که می‌توانند شاخص‌های کمی همانند ۳۰/۱ داشته باشند اما بکاربردن آن‌ها دشوار است) است. MgF2 بر روی سطح شیشه کراون، در مقایسه با ۴٪ برای شیشه ساده، بازتاب حدود ۱٪ را دارد. MgF2 عملکرد بهتری بر روی شیشه‌های دارای شاخص بالاتر دارند، به خصوص شیشه‌هایی با شاخص بازتاب نزدیک به ۹/۱. روکش‌های MgF2 معمولاً چون ارزان‌قیمت هستند استفاده می‌شوند و زمانی که برای طول‌موج در میانه محدوده قابل رویت طراحی می‌شوند، ضدبازتاب خوبی را در کل آن محدوده نشان می‌دهند. محققان فیلم‌هایی از نانوذرات سیلیکای میان‌متخلخل مزوپور با ضریب شکست‌های کمتر از ۱۲/۱ تولید کرده‌اند، که به عنوان روکش‌های ضدبازتاب عمل می‌کنند.

## تداخل چندلایه
با استفاده از لایه‌های متغیر ماده دارای شاخص کم مانند سیلیکا و ماده دارای شاخص بالاتر، به‌دست آوردن بازتاب‌های کمتر از ۱/۰٪ در یک طول موج امکان‌پذیر است. روکش‌هایی که دارای بازتاب بسیار کم در محدوده گسترده باشند را نیز می‌توان ساخت، اگرچه آن‌ها پیچیده و به نسبت گران‌قیمت هستند. روکش‌های نوری را همچنین می‌توان با مشخصه‌های خاصی همچون بازتاب نزدیک به صفر در چندین طول‌موج یا عملکرد مطلوب در زاویه‌های تابش غیر از صفر درجه ساخت.

## جاذب
گروه دیگر روکش‌های ضدبازتاب «ای‌آرسی جاذب» نامیده می‌شود. این روکش‌ها در موقعیت‌هایی که انتقال بالا در یک سطح غیرمهم یا نامطلوب است، سودمند هستند اما به بازتاب کمتر نیاز داریم. آن‌ها می‌توانند بازتاب بسیار کم با لایه‌های کم تولید کنند و غالباً می‌توانند روکش‌های ارزان‌تر یا در مقیاس بزرگتر نسبت به روکش‌های استاندارد غیرجاذب AR بسازند. «ای‌آرسی‌های جاذب» غالباً از مشخصه‌های نوری غیرمعمول نشان داده شده در ترکیب لایه‌های نازک استفاده کرده‌اند. برای مثال، نیترید تیتانیوم و نیترید نیوبیوم در ای‌آرسی‌های جاذب بکار می‌روند. این مواد می‌توانند در کاربردهای نیازمند به افزایش مقایسه یا جابجایی برای شیشه سایه‌دار (برای مثال در نمایش CRT) سودمند باشند.

## چشم حشرات
چشمان حشرات مشخصه غیرمعمولی دارند. سطح آن‌ها با پوسته غیرساختاری طبیعی که بازتاب‌ها را حذف می‌کند پوشانده شده‌است. این موضوع باعث می‌شود حشره در تاریکی بتواند به خوبی ببیند بدون اینکه بازتاب‌هایی از مکان حشره به چشم شکارچیان برسد. این ساختار از الگوی پنج ضلعی برآمدگی‌ها تشکیل شده‌است، که هر کدام به نسبت ۲۰۰ نانومتر طول دارند و در ۳۰۰ نانومتر مراکز قرار گرفته‌اند. این نوع روکش ضدبازتاب عملکرد لازم را دارد زیرا برآمدگی‌ها کوچکتر از طول‌موج نور مرئی هستند، بنابراین نور از آن‌جایی که شیب شاخص بازتابی بین هوا و محیط را دارد به سطح می‌رسد، که با از بین بردن مؤثر رابطه هوا-عدسی بازتاب کاهش پیدا می‌کند. فیلم‌های ضدبازتاب کاربردی توسط انسان‌ها با استفاده از این اثر ساخته می‌شوند.

## قطبنده دایره‌ای
قطبنده دایره‌ای لایه‌لایه در سطح را می‌توان برای حذف بازتاب‌ها مورد استفاده قرار داد. قطبنده دایره‌ای نور را با یک دستوارگی (به انگلیسی: chirality) دوقطبی دایره‌ای انتقال می‌دهد. نور بازتاب شده از سطح بَعد از قطبنده به «سمت» مخالف تغییرشکل داده می‌شود. این نور نمی‌تواند از طریق قطبنده دایره‌ای برگشت داده شود زیرا دستوارگی آن تغییر کرده‌است (برای مثال از قطبنده دایره‌ای سمت راست به قطبنده دایره‌ای سمت چپ)

## نظریه
دو دلیل جداگانه از اثرات نوری به دلیل روکش‌ها وجود دارد، غالباً اثرات فیلم ضخیم و فیلم باریک نامیده می‌شوند. اثرات فیلم ضخیم به دلیل تفاوت در شاخص بازتاب بین لایه‌های بالا و پایین روکش (یا فیلم) به وجود آمده‌اند؛ در ساده‌ترین حالت، این سه لایه هوا، روکش و شیشه هستند. روکش‌های فیلم ضخیم به چگونگی ضخامت روکش بستگی دارند، بنابراین روکش بسیار ضخیم‌تر از طول موج نور است. اثرات فیلم باریک زمانی به وجود می‌آیند که ضخامت روکش تقریباً مشابه با یک چهارم یا نصف طول موج نور باشد. در این حالت، بازتاب‌های منبع پایدار نور می‌توانند برای اضافه کردن قدرت تخریب ایجاد شوند و از این رو به وسیلهٔ مکانیزمی جداگانه بازتاب‌ها را کاهش می‌دهند. علاوه بر اینکه به ضخامت فیلم و طول موج نور زیاد ارتباط دارند، روکش‌های باریک فیلم به زاویه‌ای بستگی دارند که نور به سطح پوشیده شده برخورد کرده‌است.